# Balitora lancangjiangensis
Balitora lancangjiangensis es una especie de peces de la familia de los Balitoridae en el orden de los Cypriniformes.

## Morfología
• Los machos pueden llegar alcanzar los 7,1 cm de longitud total.

## Distribución geográfica
Se encuentra en la cuenca del Mekong en Laos y Yunnan (China ).